# Trylogia miłosna (film)
Trylogia miłosna (ang. Torch Song Trilogy) – amerykański dramat obyczajowy, nakręcony przez Paula Bogarta na podstawie scenariusza trzech sztuk teatralnych granych na Broadwayu, autorstwa Harveya Fiersteina (gra również w filmie): International Stud (z roku 1978), Fugue in a Nursery (z roku 1979) oraz Widows and Children First (z roku 1979), które w całości zaprezentowano w 1981 r.

## Obsada
- Anne Bancroft – matka
- Matthew Broderick – Alan
- Harvey Fierstein – Arnold
- Brian Kerwin – Ed
- Karen Young – Laurel
- Eddie Castrodad – David
- Ken Page – Murray
- Charles Pierce – Bertha Venation
- Axel Vera – Marina Del Rey
- Benji Schulman – młody Arnold
- Nick Montgomery – chłopak z chóru
- Robert Neary – chłopak z chóru
- Kim Clark – klientka baru
- Stephanie Penn – klientka baru
- Geoffrey Harding – mężczyzna z lampami
- Michael Bond – klient baru
- Michael Warga – barman
- Phil Sky – człowiek na zapleczu
- Lorry Goldman – Phil Beckett
- Edgar Small – ojciec Arnolda

## Opis fabuły
Akcja filmu toczy się w społeczności gejów z Nowego Jorku, którzy pochodzą z różnych kultur i środowisk (w tym z żydowskich). Arnold, mężczyzna o niezwykle niskim głosie, zarabiający na życie występami jako drag queen poszukuje miłości i oparcia w stałym partnerze. W czasie jednego z występów poznaje Eda, który nie akceptuje w pełni swojego homoseksualizmu. Ed uwikłany jest w kontakty z Laurel w fałszywym przekonaniu, że „to” można zmienić. We wspólnym mieszkaniu decydują się zamieszkać Arnold i Ed. Po jakimś czasie dołącza do nich Alan, w którym zakochany jest Arnold, tracący nadzieję na trwały związek z Edem. Tworzący komórkę rodzinną mężczyźni otrzymują zgodę władz oświatowych na adopcję nastoletniego przestępcy Davida, którego nikt nie chciał adoptować. Żyjąca w żydowskiej tradycji matka Arnolda oficjalnie akceptuje styl życia syna, ale bez świadków wciąż stawia synowi zarzuty, że bycie gejem nie jest zgodne z żydowską tradycją.
W wyniku napadu bandytów na gejów ginie młody Alan, który stanął w ich obronie. Śmierć młodego partnera Arnolda wyzwala emocje, które powodują, że relacje matki, tradycyjnej Żydówki i syna poprawiają się w obliczu prawdziwego bólu po stracie ukochanego człowieka.
Film, choć w większości fabuły przepełniony wątkami komediowymi, w obliczu śmierci Alena i trudności w relacji "matka-syn" jest poruszającym dramatem obyczajowym.